# Matrice delle responsabilità
La matrice delle responsabilità è una rappresentazione grafica che evidenzia in dettaglio i singoli compiti assegnati a ciascun operatore all'interno di un sistema aziendale. 
Classicamente vengono riportate in una tabella le varie attività sulle righe, mentre lungo le colonne compaiono i nomi degli operatori. Le norme ISO 9000 identificano quattro categorie di addetti implicati a diverso titolo in una data attività: responsabile, collaboratore, informato e coordinatore (ove prevista questa figura).
Il principale vantaggio dell'adozione della matrice delle responsabilità consiste, oltre che nel razionalizzare e rendere non casuale l'organizzazione del lavoro, nel potere fare affidamento su un quadro sinottico che, dopo attenta analisi, si rivela molto utile per potere eventualmente ridistribuire carichi e compiti di lavoro in base ad esigenze pratiche.